# Алексеев, Николай Иванович (архитектор)
Николай Иванович Алексеев (1875—1930-е) — российский архитектор, автор ряда зданий в Петербурге.

## Биография
Ученик Императорской Академии художеств (1896—1903). В 1903 году присвоено звание художника-архитектора за проект «Концертный зал в столице на 2500 человек». Архитектор двора великого князя Кирилла Владимировича (1910-е).
Алексеев оставил заметный след в архитектуре петербургского модерна. Лучшие из построенных им доходных домов находятся на Васильевском острове (8-я линия ВО, 53 ; 9-я линия ВО, 34 ; 9-я линия ВО, 58 ; 12-я линия ВО, 19 ; 19-я линия ВО, 8 ; Большой проспект, 39/14 ). Значительной работой архитектора стала «капитальная внутренняя переделка» здания (1914) по адресу Большая Конюшенная 27. Ресторан «Медведь» был расширен за счёт помещений выехавшего банка, бывший операционный зал превращён в главный зал ресторана. Парадные интерьеры были оформлены в духе неоклассицизма. Ресторан «Медведь» входил в число самых крупных по площади заведений Петербурга.

## Проекты и постройки

### Санкт-Петербург

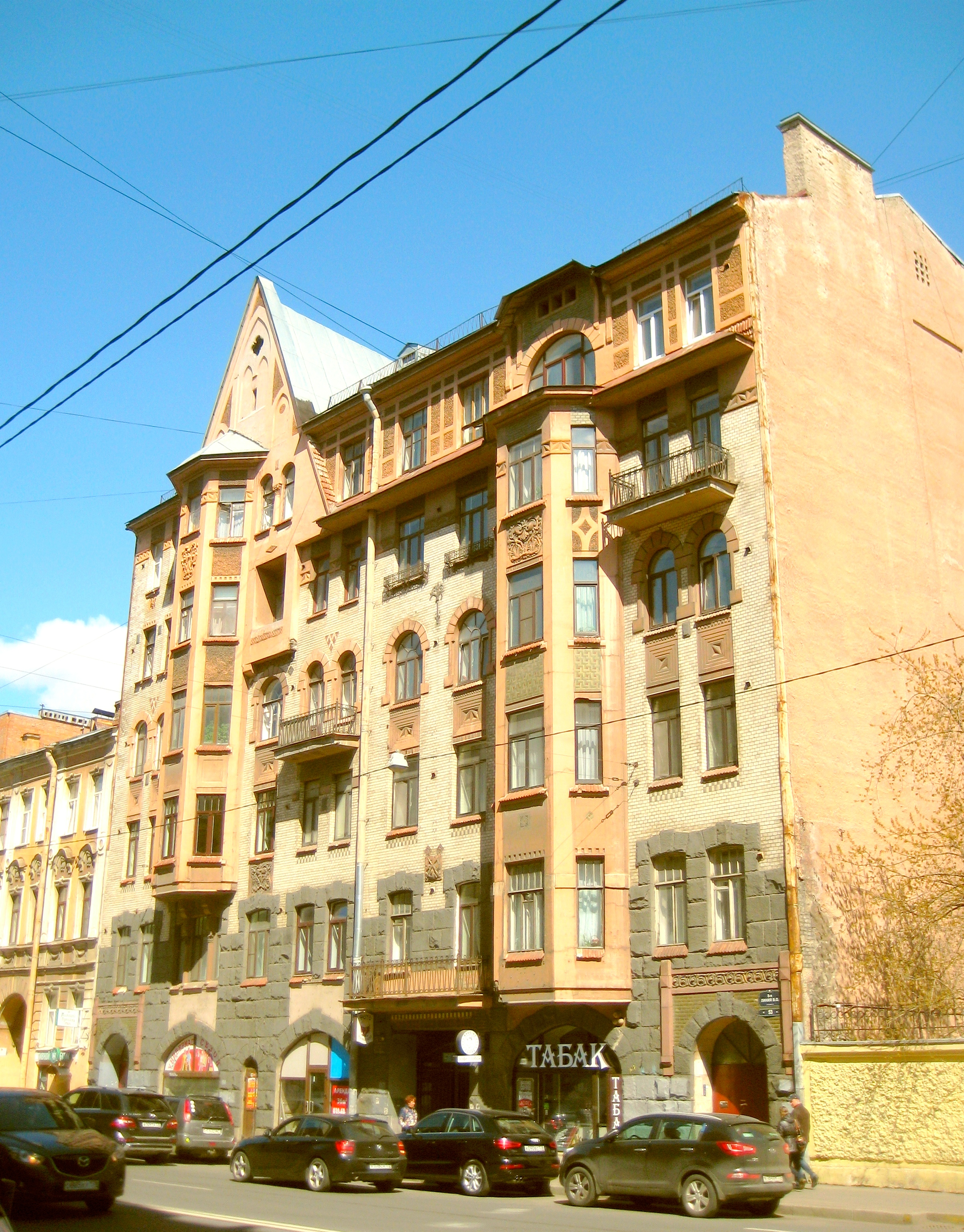
Доходный дом Н. И. Алексеева

- Дача Строгановых. Производственные здания фабрики В. М. Конради (надстройка и расширение). Старо-Петергофский проспект, 20к2 (1906—1912)[9];
- Доходный дом (надстройка и расширение). Манежный переулок, 15—17 (1908)[10];
- Доходный дом (угловой дом). Улица Константина Заслонова, 27А — Звенигородская улица, 32х (1910)[11];
- Доходный дом (правая часть). Улица Константина Заслонова, 27Б (1910)[12];
- Доходный дом М. А. Лидерс-Веймарн. 9-я линия ВО, 34 (1910)[4];
- Доходный дом. 15-я линия ВО, 48 (1910)[13];
- Доходный дом. 19-я линия ВО, 8 (1910-е)[7];
- Доходный дом великих князей Кирилла и Бориса Владимировичей (надстройка). Набережная реки Мойки, 40 (1911)[14];
- Особняк великого князя Кирилла Владимировича (отделка интерьеров). Улица Глинки, 13 (1910-е)[15];
- Доходный дом Ф. В. Шеффера. 9-я линия ВО, 58 (1911—1912)[5];
- Доходный дом Е. Ф. Лазаревой. Каменноостровский проспект, 27 (1911—1912)[16];
- Доходный дом Н. И. Алексеева. 8-я линия ВО, 53 (1912—1913)[3];
- Доходные дома И. В. Поспелова и К. В. Печаткиной. Большой проспект Васильевского острова, 39 — 11-я линия ВО, 14 (1912—1913)[8];
- Дом О. М. Фогт и Б. А. Попова. 12-я линия ВО, 19 (1913)[6];
- Доходный дом Р. В. Пеля (надстройка). 9-я линия ВО, 44 (1913)[17];
- Доходный дом Б. В. Печаткина. Лермонтовский проспект, 8А (1914—1915)[18];
- Интерьеры ресторана «Медведь» (перестройка). Большая Конюшенная улица, 27 (1914);
- Доходный дом. 23-я линия ВО, 18 (1914—1915).